# Yamabal
Yamabal è un comune del dipartimento di Morazán, in El Salvador.